# Rudolf Fischer jun.
Rudolf Fischer jun. byl podnik v Mikulášovicích vyrábějící galanterní zboží, především knoflíky a doplňky oděvů a obuvi. Založen byl roku 1850 Rudolfem Fischerem starším a zanikl roku 1946 začleněním výroby do národního podniku Koh-I-Noor.

## Historie
Továrnu na knoflíky v horních Mikulášovicích založil Rudolf Fischer starší v roce 1850. Roku 1900 (podle jiného zdroje dříve) ji převzal jeho syn Rudolf Fischer mladší, podle něhož dále nesla jméno. Ten v roce 1912 postavil novou továrnu (správní budova čp. 98, výrobní hala čp. 1104, tovární vila čp. 94), která se stala největší místní knoflíkárnou. Ve 30. letech 20. století vyráběla firma Rudolf Fischer jun. knoflíky značek Bull a Orloff, mezi její sortiment však patřily také stiskací knoflíky pro oděvy, patentky, přezky, kovové doplňky k botám, napínáčky a další.
Továrna Rudolf Fischer jun. byla po skončení druhé světové války konfiskována na základě Dekretu presidenta republiky ze dne 25. října 1945 o konfiskaci nepřátelského majetku a Fondech národní obnovy č. 108/1945 Sb. Posledními majitelkami byly Maria Fischerová a Margareta Pietschmannová. Národním správcem se stal nejprve Josef Heider, ke kterému byl ještě jmenován Otto Levitus, jenž si nechal změnit jméno na Ota Trojan. V srpnu 1945 pracovalo v továrně 6 českých a 71 německých zaměstnanců, k tomu měla továrna ještě více než tři desítky domácích dělníků. Továrna byla v listopadu 1946 spolu s dalšími místními podniky na kancelářské a galanterní zboží začleněna do národního podniku Koh-I-Noor Praha, který měl od roku 1950 v Mikulášovicích vlastní podnikové ředitelství. V roce 1955 byl podnik Koh-I-Noor začleněn do nově vzniklého národního podniku Mikov obstarávajícího nadále nožířskou a kancelářskou výrobu. Již v roce 1952 se stala správní budova sídlem mikulášovické pobočky státního statku. Na tovární budově započala v roce 1955 přestavba na drůbežárnu, chov drůbeže byl však ukončen již v roce 1962, poté sloužila továrna jako sklad. Ve 21. století jsou všechny součásti původní továrny v soukromém vlastnictví a jsou využívány k bydlení.

## Galerie

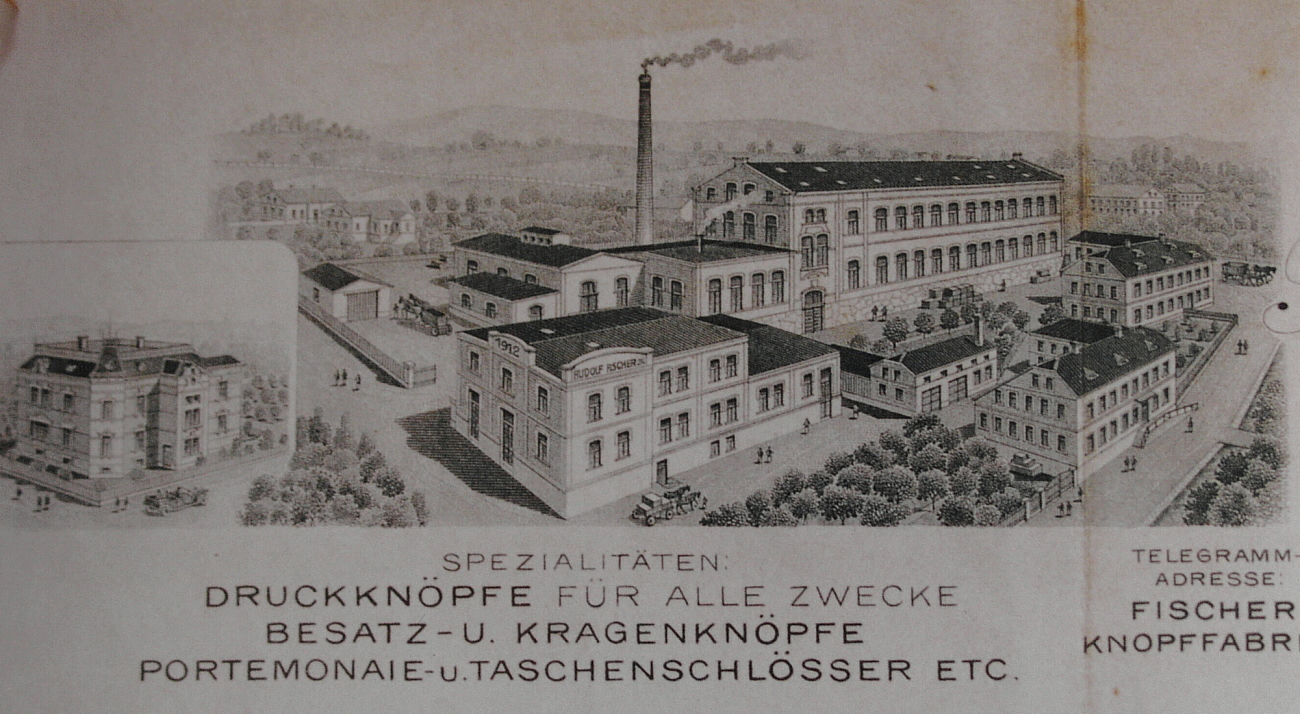
Kresba továrny na hlavičkovém papíře
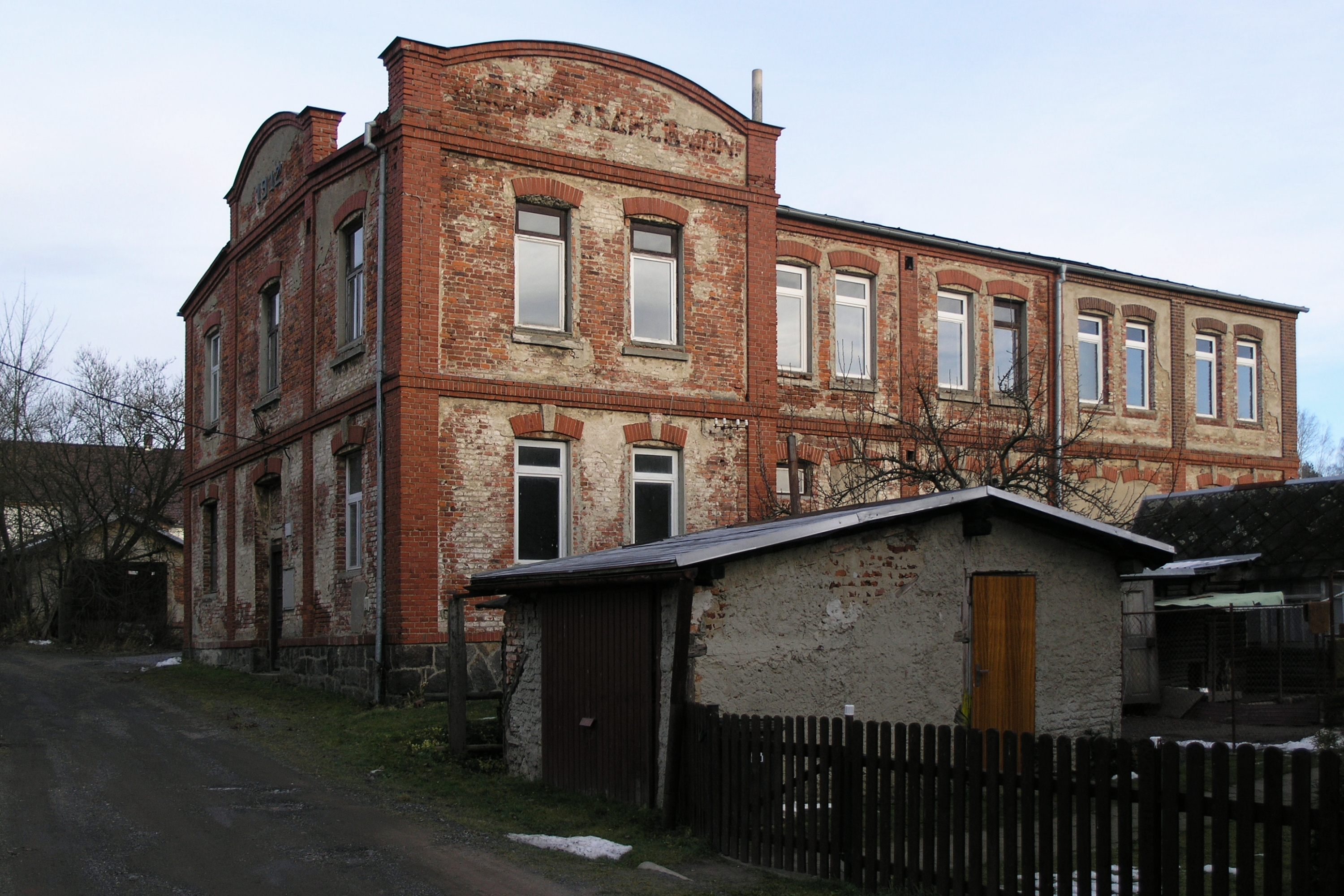
Správní budova v roce 2008
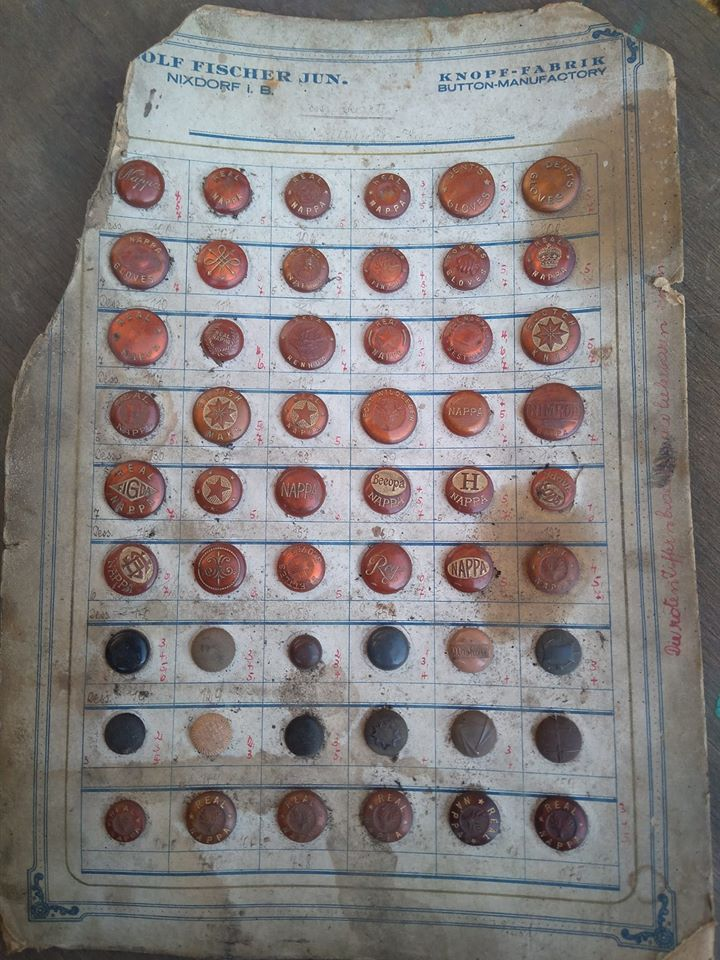
Vzorkovník knoflíků z konce 30. let 20. století